# Briadam Herrera
Briadam Herrera (L'Avana, 28 luglio 1995) è un tuffatore statunitense.

## Biografia
Ha studiato all'Università di Miami.
Ha rappresentato gli Stati Uniti d'America ai campionati mondiali di nuoto di Budapest 2017 e Gwangju 2019.

## Palmarès
| Anno | Manifestazione | Sede     | Evento          | Risultato | Prestazione | Note |
| ---- | -------------- | -------- | --------------- | --------- | ----------- | ---- |
| 2015 | Universiadi    | Gwangju  | Trampolino 1m   | Bronzo    |             |      |
| 2017 | Mondiali       | Budapest | Sincro 3m misti | 10º       | 270,06 p.   |      |
| 2017 | Universiadi    | Taipei   | Trampolino 1m   | Argento   | 449,25 p.   |      |
| 2017 | Universiadi    | Taipei   | Trampolino 3m   | 9º        | 444,40 p.   |      |
| 2019 | Mondiali       | Gwangju  | Trampolino 1m   | 6º        | 399,90 p.   |      |
| 2019 | Mondiali       | Gwangju  | Sincro 3m misti | 5º        | 295,95 p.   |      |